# Хор-Аха
Хор-Аха, Хорус-Аха, или Аха, небти име Ити, био је други фараон Прве египатске династије. Владао је у 31. веку пре нове ере.
У раном династичком периоду фараони су означавани својим Хорусовим именом, док су у каснијим списковима краљева коришћена небти имена.

## Владавина
Његов отац Нармер је негде током 32. века п. н. е. ујединио Горњи Египат и Доњи Египат. Хор-Аха је постао фараон са око 30 година, и владао до своје 62. године.
Натпис на слоновачи из Абидоса сведочи о томе да је фараон водио рат против Нубијаца. Такође је слао походе у Либан и Палестину. На југозападу данашњег Израела пронађени су остаци предмета од керамике и слоноваче из доба ране Прве династије, који можда потичу из времена фараона Хор-Ахе. У Ахиној гробници пронађени су остаци посуда са декорацијом типичном за Палестину.

## Смрт и гробница
Постоји легенда да га је у смрт однео нилски коњ, оличење бога Сета. Ако је Хор-Аха био легендарни краљ Менес, онда је вероватна прича да га је нилски коњ убио у лову.
Гроб фараона Хор-Ахе се налази у некрополи краљева 1. династије у Абидосу (B10-15-19). Ови гробови су правоугаоне просторије у пустињском тлу покривене иловачом.